# بچه (فیلم ۱۹۹۳)
بچه (انگلیسی: The Snapper) یک فیلم کمدی-درام ایرلندی به کارگردانی استیون فریرز است که در سال ۱۹۹۳ منتشر شد. از بازیگران این فیلم می‌توان به کالم مینی و برندن گلیسون اشاره کرد. کالم مینی بابت نقش‌آفرینی در این فیلم نامزد دریافت جایزه گلدن گلوب بهترین بازیگر مرد – فیلم موزیکال یا کمدی شد. این فیلم در سال ۱۹۹۳ برندهٔ «جایزه گویا برای بهترین فیلم اروپایی» شد.
این فیلم در مجموع ۴۷۴٬۲۰۶ پوند در بریتانیا و ۳٫۳ میلیون دلار در آمریکای شمالی (ایالات متحده و کانادا) فروش داشت.